# Fie Udby Erichsen
Fie Udby Erichsen (* 23. April 1985 in Hobro) ist eine dänische Ruderin, die 2012 die olympische Silbermedaille im Einer gewann. Bis einschließlich 2010 trat sie unter ihrem Geburtsnamen Fie Udby Graugaard an.

## Sportliche Karriere
Die Ruderin von der Roforeningen Kvik begann 1996 mit dem Rudersport. 2000 gewann sie zusammen mit Johanne Thomsen die Bronzemedaille im Doppelzweier bei den Junioren-Weltmeisterschaften. 2002 und 2003 trat sie bei den Junioren-Weltmeisterschaften im Einer an, erreichte aber beide Male nur das B-Finale. 2005 startete sie zusammen mit Majbrit Nielsen im Zweier ohne Steuerfrau in der Erwachsenenklasse; beim Weltcup in Luzern belegten die beiden den fünften Platz, bei den Ruder-Weltmeisterschaften 2005 in Gifu wurden sie Neunte. 2006 ruderten die beiden im Weltcup zweimal im B-Finale, bei den Ruder-Weltmeisterschaften 2006 in Eton erreichten sie das A-Finale und belegten den sechsten Platz. 2007 wechselte Lea Jakobsen zu Graugaard in den Zweier, das beste Ergebnis der Saison war ein fünfter Platz beim Weltcup in Luzern. 2008 traten die beiden bei den Weltmeisterschaften in Linz im nichtolympischen Vierer ohne Steuerfrau an, in der Besetzung Lea Jakobsen, Lisbet Jakobsen, Fie Graugaard und Cecilie Christensen gewannen sie die Bronzemedaille. 
2009 wechselten Fie Udby Graugaard und Lea Jakobsen vom Riemenrudern zum Skull und traten im Doppelzweier an, der sechste Platz beim Weltcup in München war die beste Platzierung der Saison. In der Weltcupsaison 2010 startete Graugaard im Doppelzweier und im Doppelvierer, ohne ein A-Finale zu erreichen. Bei den Ruder-Europameisterschaften 2010 belegte sie den vierten Platz im Einer. Nachdem sie 2010 kurzfristig den Start bei den Weltmeisterschaften absagte, belegte sie 2011 in Bled den 14. Rang im Einer. Erst in der Qualifikationsregatta in Luzern konnte sich Erichsen mit einem zweiten Platz hinter der Australierin Kim Crow für die Olympischen Spiele 2012 qualifizieren. Bei der Olympiaregatta in Eton siegte die amtierende Weltmeisterin Miroslava Knapková aus Tschechien, dahinter gewann Erichsen die Silbermedaille vor Kim Crow, die beiden Qualifikantinnen hatten sich gegenüber den arrivierten Ruderinnen durchgesetzt.
Nach einem Jahr Pause kehrte Erichsen 2014 zurück auf die Regattastrecken. Mit einem sechsten Platz bei den Europameisterschaften 2015 gelang ihr erstmals seit London der Einzug in ein A-Finale. Für die Olympischen Spiele 2016 qualifizierte sie sich wie vier Jahre zuvor in Luzern. Im Halbfinale der Olympischen Spiele blieb sie unterwegs nach einem Fehler fast stehen und belegte den letzten Platz, letztlich belegte sie als Dritte des B-Finales den neunten Platz.
2017 belegte Fie Udby Erichsen im Einer den vierten Platz bei den Europameisterschaften und den neunten Platz bei den Weltmeisterschaften 2017. 2018 erreichte sie bei den Weltmeisterschaften in Plowdiw wieder das A-finale und erreichte das Ziel als Fünfte. Ebenfalls Fünfte wurde sie bei den Europameisterschaften 2019, bei den Weltmeisterschaften 2019 belegte sie den zehnten Platz. Bei den erst im Oktober 2020 ausgetragenen Europameisterschaften in Posen war Erichsen Vierte. 2021 in Varese belegte sie den achten Platz. Bei den Olympischen Spielen in Tokio ruderte Erichsen zusammen mit Hedvig Lærke Rasmussen im Zweier ohne Steuerfrau. Die beiden Däninnen erreichten den achten Platz. 2024 bei den Olympischen Spielen in Paris wurden die beiden Elfte.